# Euprosopia punctulata
Euprosopia punctulata är en tvåvingeart som beskrevs av Friedrich Georg Hendel 1914. Euprosopia punctulata ingår i släktet Euprosopia och familjen bredmunsflugor. Inga underarter finns listade i Catalogue of Life.